# آفلاتوکسین
آفلاتوکسین (به انگلیسی: Aflatoxin) سم قارچی طبیعی است که از گونه‌های قارچ افشانکچه مانند زرد افشانکچه (به انگلیسی: Aspergill Flavus)، اسپرژیلوس پارازیتیکوس (به انگلیسی: Aspergillus parasiticus)، و آسپرژیلوس نومیوس (به انگلیسی: Aspergillus nomius) منشأ می‌گیرند. این قارچ‌ها معمولاً ذرت، بادام زمینی، و پسته را به راحتی آلوده می‌کنند. در حالیکه معمولاً گندم، جو، و برنج مقاوم‌تر هستند. آفلاتوکسین‌ها انسان را از راه مواد غذایی آلوده مانند تخم‌مرغ، شیر، و لبنیات آلوده می‌کنند و می‌توانند سرطانزا باشند. در سال ۱۹۸۵ سازمان غذا و دارو (آمریکا) میزان مایتوتوکسین مجاز در مواد غذایی را تعیین کرد.

## گونه‌ها
بیشتر از ۲۰ گونه آفلاتوکسین وجود دارد. اما چهار گونه اصلی آن شامل G1، B2، B1 و G2 هستند. آفلاتوکسین‌های M2 و M1 به ترتیب متابولیت‌های ناشی از هیدروکسیله شدن آفلاتوکسین‌های B2 و B1 هستند. آفلاتوکسین‌های M1 و M2 برای نخستین‌بار از شیر دام‌هایی که با خوراک آلوده تغذیه شده بودند جدا شدند. میزان سمیت آفلاتوکسین‌ها به ترتیب ذیل هستند: B1>G1>B2>G2.

## بیماری‌زایی
اگر قارچ‌های مولد این سموم بر روی خوراک دام و مواد غذایی (مانند پسته، بادام زمینی، ذرت، سویا، و گندم) رشد کنند مصرف غذاهای آلوده به آفلاتوکسین می‌تواند موجب بیماری در انسان یا دام شود. هیچ موجود زنده‌ای از این سم در امان نیست. این سموم می‌توانند نکروز بافتی، سیروز، سرطان کبد و سرطان معده ایجاد کنند.
علائم بالینی اولیه مسمومیت کبدی ناشی از آفلاتوکسین شامل تب، درد عضلانی و بی‌اشتهایی است که بعد استفراغ، درد شکم و هپاتیت را به دنبال دارد. آفلاتوکسین با غلظت ۱۰ میکروگرم بر کیلوگرم اثر حاد مسمومیت کبدی دارد. با این حال مسمومیت حاد نادر و استثنایی است. مقادیر بسیار کمتر و به‌خصوص مصرف متداوم آفلاتوکسین نیز باعث سمیت کبدی می‌گردد. ضایعات حاد کبد مانند تغییرات چربی، ادم ریوی، لرزش عضلانی، کما، تشنج و مرگ همراه با ادم مغز و درگیری اندامهایی نظیر کبد، کلیه و قلب هستند. آفلاتوکسین B1 از عوامل تراتوژنیک موتاژنیک و یکی از قویترین ترکیبات سرطان‌زا است.

## پیشگیری
بهترین راه پیشگیری، اجتناب از خوردن مواد غذایی آلوده به آفالاتوکسین است. پسته به سادگی به سم آفلاتوکسین آلوده می‌شود. از خوردن پسته‌های با مره تلخ یا با رطوبت زیاد باید اجتناب کرد. همچنین مغز پسته احتمال آلودگی بیشتری نسبت به پسته با پوست هستند.
استفاده نکردن از محصولات مشکوک به سم آفلاتوکسن می‌توان به پیشگیری از خطرات ناشی از این سم کمک کند.
بو دادن پسته در دمای ۹۰، ۱۲۰ و ۱۵۰ درجه سلسیوس برای ۳۰، ۶۰ و ۱۲۰ دقیقه باعث کاهش سطح آفلاتوکسین به اندازه ۱۷ تا ۶۳ درصد می‌شود. بعلاوه، پخت قلیایی و خیساندن ذرت برای درست کردن تورتیلا میزان آفلاتوکسین را تا ۵۲٪ کاهش می‌دهد.

## در لبنیات
مشتق اصلی آفلاتوکسین در شیر به «آفلاتوکسین M1» شناخته می‌شود و گرچه از نوع B1 ضعیف‌تر است اما قدرت بیماری‌زایی آن دو همانند یکدیگر است. در دامداری صنعتی، بخش زیادی از خوراک دام از مواد غذایی فراوری شده مانند ذرت تأمین می‌شود. آفلاتوکسین B1 پس از راه یافتن به دستگاه گوارش دام، از راه خوراک، جذب شده و در کبد حیوان به آفلاتوکسین M1 تبدیل شده و از راه خون به غدد پستانی و شیر وارد شود.
سم آفلاتوکسین مقاوم به گرما است و در دمای ۲۳۷ تا ۳۰۶ درجه سلسیوس به طور کامل تجزیه میشود؛ بنابراین، پاستوریزه کردن شیر نمی‌تواند علیه سم آفلاتوکسین M1 مؤثر باشد. آواستی و همکارانش در سال ۲۰۱۲ گزارش کردند که نه پاستوریزاسیون و نه جوشاندن شیر باعث کاهش سطح آفلاتوکسین M1 نمی‌شود.
در بسیاری از کشورهای جهان، مانند اتحادیه اروپا، بیشینه مجاز آلودگی آفلاتوکسین M1 را ۰/۰۵ میکروگرم در یک کیلو شیر و ۰/۰۲۵ میکروگرم در یک کیلو شیر خشک است.

## پیشینه بروز
در سال ۱۹۷۴ یک بروز عمده بیماری هپاتیت به علت آفلاتوکسین در ایالت گجرات و راجستان هند گزارش شد که منجر به مرگ ۱۰۶ نفر شد. این بروز دو ماه طول کشید و محدود به یک فرقه بود که قوت غالب آنها، ذرت، آلوده به آفلاتوکسین شده بود. آنالیز آغازین، ثابت کرد که مصرف آفلاتوکسین فلاووس باعث این همه‌گیری شده است.
همه‌گیری دیگری از آفلاتوکسی که هم انسان و هم سگ را گرفتار کرد در شمال غربی هند در ۱۹۷۴ گزارش شد.
بیشتر موارد این همه‌گیری، از مناطق روستایی خاور کنیا در سال ۲۰۰۴ گزارش شد که ناشی از مصرف محصول ذرت خانگی آلوده به کپک بود.
در سال ۲۰۱۳ کشورهایی در اروپا شامل رومانی، صربستان، و کرواسی مواردی از آلودگی شیر با آفلاتوکسین را گزارش کردند.

## در ایران
به علت تغذیه بد دام‌های تولیدکننده شیر در ایران شایعات زیادی از وجود سم آفلاتوکسین در مواد لبنی وجود دارد. به گفته معاون وزارت بهداشت وجود این سم در محصولات لبنی اجتناب‌ناپذیر است. اما استفاده از محصولات لبنی صنعتی می‌تواند در کاهش این نگرانی کمک کننده باشد؛ زیرا همه شیر خام ورودی به کارخانه‌جات لبنی پیش از اضافه شدن به روند تولید محصول توسط وزارت بهداشت بررسی شده و از ورود شیرهای آلوده به سم آفلاتوکسین یا شیر خام ناقل دیگر آلودگی‌ها به چرخه تولید محصول صنعتی جلوگیری می‌شود.